# Frank Busemann
Pour les articles homonymes, voir Busemann.
Frank Busemann, né le 26 février 1975 à Recklinghausen, est un ancien athlète allemand, pratiquant le décathlon.
Busemann commença sa carrière sur le 110 m haies, devenant champion du monde junior en 1994. Aux Jeux olympiques d'été de 1996, il remporta l'argent sur le décathlon, puis le bronze l'année suivante aux championnats du monde.
Il fut ensuite frappé par de nombreuses blessures- Il réussit à faire un retour pour les Jeux olympiques d'été de 2000 qu'il termina à la septième place. En 2003, âgé de seulement 28 ans, il arrêta la compétition pour des problèmes physiques.
Il est élu personnalité sportive allemande de l'année en 1996.

## Palmarès

### Jeux olympiques
- 1996 à Atlanta ( États-Unis) 
  -  Médaille d'argent au décathlon
- 2000 à Sydney ( Australie) 
  - 7e au décathlon

### Championnats du monde d'athlétisme
- 1997 à Athènes ( Grèce)
  -  Médaille de bronze au décathlon